# Loutehel
Loutehel é uma comuna francesa na região administrativa da Bretanha, no departamento Ille-et-Vilaine. Estende-se por uma área de 7,19 km². Em 2010 a comuna tinha 258 habitantes (densidade: 35,9 hab./km²).